# Amreli (Distrikt)
Der Distrikt Amreli (Gujarati: અમરેલી જિલ્લો) ist einer von 26 Distrikten des Staates Gujarat in Indien. Die gleichnamige Stadt Amreli ist die Hauptstadt des Distrikts. Die letzte Volkszählung im Jahr 2011 ergab eine Gesamtbevölkerungszahl von 1.514.190 Menschen.

## Geschichte
Von vorchristlicher Zeit bis ins Jahr 1298 wurde das Gebiet – wie die ganze Region – von diversen buddhistischen und hinduistischen Herrschern regiert. Die erste Zivilisation war die Indus-Kultur. Der erste namentlich bekannte Staat war das Maurya-Reich, die letzte nichtmuslimische Dynastie waren die Solanki.
Nach jahrhundertelangen militärischen Auseinandersetzungen mit muslimischen Eroberern und Regenten im Norden Indiens erfolgte 1298 die Besetzung durch muslimische Soldaten. Danach herrschten bis ins Jahr 1753 verschiedene muslimische Dynastien (Sultanat von Delhi, Sultanat Gujarat und die Großmoguln). Bereits seit Anfang des 18. Jahrhunderts griffen die Marathen die Herrschaft der Muslime an. Zwischen 1732 und 1753 wurde ein Teil des heutigen Distrikts von den Marathen überrannt oder ihnen zumindest tributpflichtig. Es entstand der Baroda State. Im Jahr 1753 wurde das übrige Gebiet des Distrikts Teil des hinduistischen Marathenreichs und Teil des Baroda State. Zwischen 1780 und 1820 geriet der Staat unter britische Herrschaft. Teile des heutigen Distrikts musste er im Vertrag von Pune 1817 an die Briten abtreten. Diese bildeten bis zur Unabhängigkeit Indiens einen Teil der Kathiawar Agency. Baroda State wurde ein unabhängiges Fürstentum (princely state) innerhalb der britischen Verwaltungsregion Bombay Presidency. Mit der Unabhängigkeit Indiens 1947 und der Neuordnung des Landes wurde es 1949 Teil des neuen Bundesstaats Bombay. Aus der Kathiawar Agency wurde 1947 der Saurashtra (Staat). Dieser Teil des Distrikts wurde somit erst 1956 wieder Teil des Bombay-Staats. Im Jahre 1960 wurde dieser indische Bundesstaat geteilt und das Gebiet kam zum neu geschaffenen Bundesstaat Gujarat.

## Bevölkerung

### Bevölkerungsentwicklung
Wie überall in Indien wächst die Einwohnerzahl im Distrikt Amreli seit Jahrzehnten stark an. Die Zunahme hat sich allerdings abgeschwächt und betrug in den Jahren 2001–2011 etwas mehr als 8 Prozent (8,63 %). In diesen zehn Jahren nahm die Bevölkerung um rund 120.000 Menschen zu. Die genauen Zahlen verdeutlicht folgende Tabelle:

### Bedeutende Orte
Einwohnerstärkste Ortschaft des Distrikts ist der Hauptort Amreli mit über 100.000 Bewohnern. Weitere bedeutende Städte mit einer Einwohnerschaft von mehr als 20.000 Menschen sind Savarkundla, Rajula, Bagasara, Jafrabad, Babra und Lathi. Die städtische Bevölkerung macht 25,53 Prozent der gesamten Bevölkerung aus.

### Bevölkerung des Distrikts nach Bekenntnissen
Eine klar überwiegende Mehrheit von fast 94 Prozent der Bevölkerung sind Hindus. Einzige zahlenmäßig bedeutende religiöse Minderheit sind die Muslime. Die genaue religiöse Zusammensetzung der Bevölkerung zeigt folgende Tabelle:
| Jahr                                | Buddhisten | Buddhisten | Christen | Christen | Hindus    | Hindus  | Jainas | Jainas | Muslime | Muslime | Sikhs | Sikhs  | Andere | Andere | keine Angaben | keine Angaben | Total     | Total    |
| Jahr                                | Zahl       | %          | Zahl     | %        | Zahl      | %       | Zahl   | %      | Zahl    | %       | Zahl  | %      | Zahl   | %      | Zahl          | %             | Einwohner | %        |
| ----------------------------------- | ---------- | ---------- | -------- | -------- | --------- | ------- | ------ | ------ | ------- | ------- | ----- | ------ | ------ | ------ | ------------- | ------------- | --------- | -------- |
| 2001                                | 131        | 0,01 %     | 188      | 0,01 %   | 1.307.460 | 93,80 % | 2.309  | 0,17 % | 83.077  | 5,96 %  | 168   | 0,01 % | 14     | 0,00 % | 571           | 0,04 %        | 1.393.918 | 100,00 % |
| Quelle: Volkszählung in Indien 2001 |            |            |          |          |           |         |        |        |         |         |       |        |        |        |               |               |           |          |

### Bevölkerung des Distrikts nach Sprachen
Fast die gesamte Bevölkerung spricht Gujarati. Kleine sprachliche Minderheiten sind Hindi (mit Hindi-Dialekten rund 6.800 Personen), Kachchhi (ein Sindhi-Dialekt), Marathi, Urdu, Marwari (ein Rajastani-Dialekt) und Sindhi. Die genaue sprachliche Zusammensetzung der Bevölkerung zeigt folgende Tabelle:
| Jahr                                | Gujarati  | Gujarati | Hindi | Hindi  | Kachchhi | Kachchhi | Marathi | Marathi | Urdu | Urdu   | Marwari | Marwari | Sindhi | Sindhi | Andere | Andere | Total     | Total    |
| Jahr                                | Zahl      | %        | Zahl  | %      | Zahl     | %        | Zahl    | %       | Zahl | %      | Zahl    | %       | Zahl   | %      | Zahl   | %      | Einwohner | %        |
| ----------------------------------- | --------- | -------- | ----- | ------ | -------- | -------- | ------- | ------- | ---- | ------ | ------- | ------- | ------ | ------ | ------ | ------ | --------- | -------- |
| 2001                                | 1.382.820 | 99,20 %  | 5.776 | 0,41 % | 836      | 0,06 %   | 627     | 0,04 %  | 350  | 0,03 % | 346     | 0,02 %  | 314    | 0,02 % | 2.849  | 0,20 % | 1.393.918 | 100,00 % |
| Quelle: Volkszählung in Indien 2001 |           |          |       |        |          |          |         |         |      |        |         |         |        |        |        |        |           |          |

## Alphabetisierung
Die Einschulungsrate ist im Distrikt dank Bemühungen der Verwaltung von Jahrzehnt zu Jahrzehnt angestiegen. Deshalb hat die Zahl der lesefähigen Bewohner in den vergangenen Jahrzehnten (von 1991 bis 2011) stark zugenommen. Dennoch gibt es gewaltige Unterschiede. Während unter den Männern in den städtischen Gebieten der Analphabet mit rund 13 % Anteil eher eine Ausnahmeerscheinung ist, können immer noch beinahe 40 % der Frauen auf dem Land weder lesen noch schreiben.
| Jahr                             | Gesamtbevölkerung | Gesamtbevölkerung | Gesamtbevölkerung | städtisch | städtisch | städtisch | ländlich | ländlich | ländlich |
| Jahr                             | Total             | Männer            | Frauen            | Total     | Männer    | Frauen    | Total    | Männer   | Frauen   |
| -------------------------------- | ----------------- | ----------------- | ----------------- | --------- | --------- | --------- | -------- | -------- | -------- |
| 1991                             | 60,46 %           | 71,21 %           | 49,68 %           | 71,16 %   | 80,73 %   | 61,16 %   | 57,14 %  | 68,18 %  | 46,22 %  |
| 2001                             | 66,09 %           | 76,44 %           | 55,78 %           | 77,19 %   | 85,17 %   | 68,81 %   | 62,83 %  | 73,79 %  | 52,09 %  |
| 2011                             | 74,25 %           | 82,21 %           | 66,09 %           | 81,42 %   | 87,11 %   | 75,48 %   | 71,77 %  | 80,49 %  | 62,88 %  |
| Quelle: Volkszählungen in Indien |                   |                   |                   |           |           |           |          |          |          |

## Distriktverwaltung

### Lokale Verwaltung
Der Distrikt ist in 11 Talukas aufgeteilt:
| Taluka         | Einwohner (2001) | Einwohner (2011) | Einwohner (%) (2011) | Fläche (km²) | Fläche (%) | Bevölkerungs- dichte (2011) | Hauptort       |
| -------------- | ---------------- | ---------------- | -------------------- | ------------ | ---------- | --------------------------- | -------------- |
| Amreli         | 217.501          | 241.279          | 15,93                | 892,08       | 12,00      | 270                         | Amreli         |
| Babra          | 122.983          | 140.521          | 9,28                 | 793,17       | 10,67      | 401                         | Babra          |
| Bagasara       | 78.314           | 83.054           | 5,49                 | 350,56       | 4,72       | 237                         | Bagasara       |
| Dhari          | 136.253          | 139.807          | 9,23                 | 1.035,05     | 13,93      | 135                         | Dhari          |
| Jafrabad       | 90.732           | 108.002          | 7,13                 | 355,70       | 4,79       | 304                         | Jafrabad       |
| Khambha        | 84.529           | 93.431           | 6,17                 | 595,30       | 8,01       | 157                         | Khambha        |
| Kunkavav Vadia | 95.872           | 99.794           | 6,59                 | 545,82       | 7,34       | 183                         | Kunkavav Vadia |
| Lathi          | 132.139          | 132.914          | 8,78                 | 632,75       | 8,51       | 210                         | Lathi          |
| Lilia          | 60.722           | 60.423           | 3,99                 | 394,99       | 5,32       | 153                         | Lilia          |
| Rajula         | 145.628          | 175.693          | 11,60                | 656,26       | 8,83       | 268                         | Rajula         |
| Savar Kundla   | 229.245          | 239.272          | 15,80                | 1.179,56     | 15,87      | 203                         | Savar Kundla   |